# لويس أرماندو ميلجار برافو
لويس أرماندو ميلجار برافو (بالإسبانية: Luis Armando Melgar Bravo)‏ هو سياسي مكسيكي، ولد في 21 أغسطس 1966 في تاباتشولا في المكسيك. حزبياً، نشط في Ecologist Green Party of Mexico ‏. وقد انتخب عضو مجلس الشيوخ من المكسيك.